# カム・アンド・ゲット・イット (曲)
「カム・アンド・ゲット・イット」または「マジック・クリスチャンのテーマ」（原題 : Come And Get It）は、バッドフィンガーの楽曲である。ポール・マッカートニーが1969年に公開された映画『マジック・クリスチャン』のために書き下ろした楽曲で、プロデュースもマッカートニーが手がけた。1969年12月にシングル盤が発売され、全英シングルチャートで最高位4位を記録した。
マッカートニーによって制作されたデモ音源は、1996年に発売された『ザ・ビートルズ・アンソロジー3』や、2019年に発売された『アビイ・ロード (スーパー・デラックス・エディション)』に収録された。

## ポール・マッカートニーによるデモ音源
マッカートニーは、ビートルズのアルバム『アビイ・ロード』のためのレコーディング・セッションが行なわれていた1969年7月24日に本作のデモ音源を録音した。
マッカートニーはピアノを弾きながら歌い、これをトラック1と2に録音。演奏後に「よし、じゃあオケをつけるから、今のをヘッドフォンに送ってくれないか?」とレコーディング・エンジニアのフィル・マクドナルドに告げた。それからマラカスを振りながらトラック3に追加のボーカルを入れ、トラック4にドラム、トラック5にベースをオーバー・ダビングして完成させた。ここまでの作業は1時間もかからずに完成している。マッカートニーによるデモ音源は、バッドフィンガー版に比べてテンポが遅く、キーが僅かに高い。
この日に録音されたデモ音源は、1996年に発売された『ザ・ビートルズ・アンソロジー3』に収録されている。また、2019年に発売された『アビイ・ロード (スーパー・デラックス・エディション)』にも収録された。
また、『ザ・ビートルズ・アンソロジー3』と『アビー・ロード (スーパー・デラックス・エディション)』では、ミックスが異なる。前者には1984年に発売される予定だった未発表曲集のためにマルチ・トラック・テープからリミックスされた音源が収録され、後者にはデモ音源完成後にコントロール・ルームで作成されたオリジナル・ミックスが収録されている。

## バッドフィンガーによる演奏
1969年8月2日、マッカートニーは当時アイヴィーズの名前で活動していたバッドフィンガーに対してデモ音源を提出。マッカートニーは彼らに「デモ音源と同じように演奏してくれ」と指示。それに対してバンド側は「僕ら流にアレンジしたい」と申し出たが、マッカートニーは「これが絶対的に正しいアレンジだ。間違いなくヒットするから変えないでくれ」と拒否した。
ボーカルは、メンバー4人に「カム・アンド・ゲット・イット」を唄わせ、オーディション形式でリード・ボーカルを選んだ。最終的にリード・ボーカルにはトム・エヴァンズが選ばれた。このバッドフィンガー版は、ピーター・セラーズとリンゴ・スター主演の映画『マジック・クリスチャン』のオープニングテーマに使用され、エンドクレジットではストリングス・バージョンが使用された。
シングルは、イギリスでは1969年12月5日にアップル・レコードから発売されたが、アメリカでは1970年1月12日まで発売されなかった。全英シングルチャートでは最高位4位、アメリカのBillboard Hot 100では最高位7位を記録し、バンドのヒット・シングルとなった。なお、シングルのリリースを前にベーシストのロン・グリフィスが脱退した。
1978年に新たにレコーディングされた音源がK-telより発売されたが、こちらでもエヴァンズがリード・ボーカルを担当している。

## クレジット
ビートルズ（ポール・マッカートニー）
- ポール・マッカートニー - ダブルトラックのリード・ボーカル、ピアノ、マラカス、ドラム、ベース

バッドフィンガー
- トム・エヴァンズ - リード・ボーカル、リズムギター
- ピート・ハム - バッキング・ボーカル、ピアノ
- ロン・グリフィス - バッキング・ボーカル、ベース
- マイク・ギビンズ - ドラム
- ポール・マッカートニー - パーカッション、音楽プロデューサー

## チャート成績

### 週間チャート
| チャート (1970年)                  | 最高位 |
| ---------------------------------- | ------ |
| オーストラリア (Kent Music Report) | 14     |
| ベルギー (Ultratop 50 Wallonia)    | 43     |
| Canada Top Singles (RPM)           | 4      |
| アイルランド (IRMA)                | 5      |
| オランダ (Single Top 100)          | 21     |
| ニュージーランド (Listener)        | 1      |
| UK シングルス (OCC)                | 4      |
| US Billboard Hot 100               | 7      |
| US Cash Box Top 100                | 6      |

### 年間チャート
| チャート (1970年)    | 順位 |
| -------------------- | ---- |
| カナダ (RPM)         | 64   |
| US Billboard Hot 100 | 48   |
| US Cash Box          | 45   |

## その他のバージョン
本作は以下のアーティストによるカバー・バージョンが存在する。
- セリーヌ・ロメス（英語版） - 1970年にフランス語カバーを発表。タイトルは「Ce que tu veux, je l'ai」。
- ヴィック・ルイス・オーケストラ&ヒズ・シンガー（英語版） - イギリスでは1969年にNEMS Recordsから、アメリカでは1970年にエピック・レコードからプロモーション・シングルが発売された。
- ウォレント - 2001年に発売したカバー・アルバム『Under the Influence』に収録。
- ラズロ・ベイン（英語版） - 2007年に発売したアルバム『Guilty Pleasures』に収録。
- エルトン・ジョン - 2009年に発売したアルバム『Spirit In The Sky: Rare Sessions 1969–70』に収録。
- ポール・マッカートニー - 2011年11月26日にイタリア共和国ボローニャで開催されたライブで初披露[17]。また、2015年にハリウッド・ヴァンパイアーズ（英語版）が発売した『Hollywood Vampires』では、アリス・クーパーと共にリード・ボーカルを担当した。
- トゥーツ・ヒバート（英語版） & スライ&ロビー - 2014年に発売されたトリビュート・アルバム『The Art of McCartney』に収録。